# 樟叶西番莲
樟叶西番莲（学名：Passiflora laurifolia）是西番莲科西番莲属的植物。分布在美洲以及中国大陆的广东等地，目前尚未由人工引种栽培。

## 别名
水柠檬（经济植物手册）